# Mark van den Akker
Mark van den Akker (Waddinxveen, 4 april 1966) is een Nederlandse radio-dj.

## Begin
Van den Akker begon zijn carrière als diskjockey in 1990 in Leeuwarden, bij de lokale zender Radio Mercurius. Hier presenteerde hij in eerste instantie een jongerenprogramma; later kreeg hij zijn eigen programma, getiteld Oorsmeer. In 1993 solliciteerde hij bij de VARA voor het programma VARA's Ochtendhumeur, waarbij hij - samen met Hubert Mol en Gerry Jungen - bij de laatste drie kandidaten eindigde. Gerry Jungen zou uiteindelijk het programma gaan presenteren, maar de VARA wilde zowel Mol als Van den Akker niet kwijt en bood hen aan om op Radio 3 een nachtprogramma te presenteren. Dit resulteerde in oktober 1993 in het programma Mol of Mark, waarmee zowel Mol als Van den Akker hun debuut maakten op de landelijke radio. Van den Akker zou in totaal 4,5 jaar bij Radio 3 werken en presenteerde daar verder nog programma's als Pyjama FM en Geen idee.

## Radio 538 en Yorin FM
In 1998 maakte Van den Akker de overstap naar Radio 538, waar hij, opnieuw in de nacht, twee jaar lang zijn programma Mark in the Dark zou maken, samen met sidekick Jan 'Tante Jannie' Prins. Om persoonlijke redenen stopte hij in 2000 tijdelijk met radio maken. Het zou tot juni 2004 duren voordat Van den Akker weer op de landelijke radio te beluisteren was (in de tussentijd presenteerde hij nog wel een programma bij de lokale Omroep Hilversum): dit keer op Yorin FM, waar hij tussen 0:00 en 2:00 - wederom - Mark in the Dark presenteerde. Hoewel dit programma relatief gezien goed beluisterd werd en mocht rekenen op een trouwe schare luisteraars, besloot Yorin FM uiteindelijk dat het programma niet bij het station paste en op 14 september 2005 maakte Van den Akker zijn laatste uitzending op Yorin FM.

## KXradio
Na zijn vertrek bij Yorin FM werkte Van den Akker in 2006 kort voor KXradio, waar hij na twee uitzendingen stopte met zijn programma. In juni 2007 keerde hij weer terug bij KXradio en presenteerde daar twee programma's: Mark in the Dark en D' Onderste Boven. Op 16 juni 2009 maakte hij vanwege persoonlijke redenen zijn laatste uitzending bij KXradio.

## Serious Request
In 2011 en 2012 was Mark een van de 3 DJ's die in het Glazen Huis in Emmeloord werd opgesloten ten behoeve van de actie 3FM Serious Request, lokale editie Noordoostpolder.

## Radio Benelux Hilversum
Mark van den Akker was vanaf eind januari 2021 te horen op Radio Benelux Hilversum, elke maandagavond van 22:00 tot 24:00 uur met het programma Mark in the Dark. Op 9 oktober 2023 maakte hij zijn laatste uitzending bij Radio Benelux. 